# Kanton Argenteuil-Est
Kanton Argenteuil-Est is een voormalig kanton van het Franse departement Val-d'Oise. Kanton Argenteuil-Est maakte deel uit van het arrondissement Argenteuil en telde 33.780 inwoners (1999).
Het werd opgeheven bij decreet van 17 februari 2014 met uitwerking in maart 2015.

## Gemeenten
Het kanton Argenteuil-Est omvatte de volgende gemeente:
- Argenteuil (deels)